# Ruisseau de Norvaux
Le ruisseau de Norvaux est un ruisseau qui coule dans le département du Doubs. C'est un affluent de la Loue en rive gauche, donc un sous-affluent du Rhône par le Doubs et la Saône.

## Géographie
Le ruisseau de Norvaux est formé par la confluence de trois ruisseaux : Comboyer, Pomme Gaude et Fontaine des Cassards qui prennent leurs sources au fond de la reculée de Norvaux. Il s’écoule ensuite au fond de la vallée où il est rejoint par le ruisseau de la Mée, puis se jette dans la Loue près du château de Cléron.

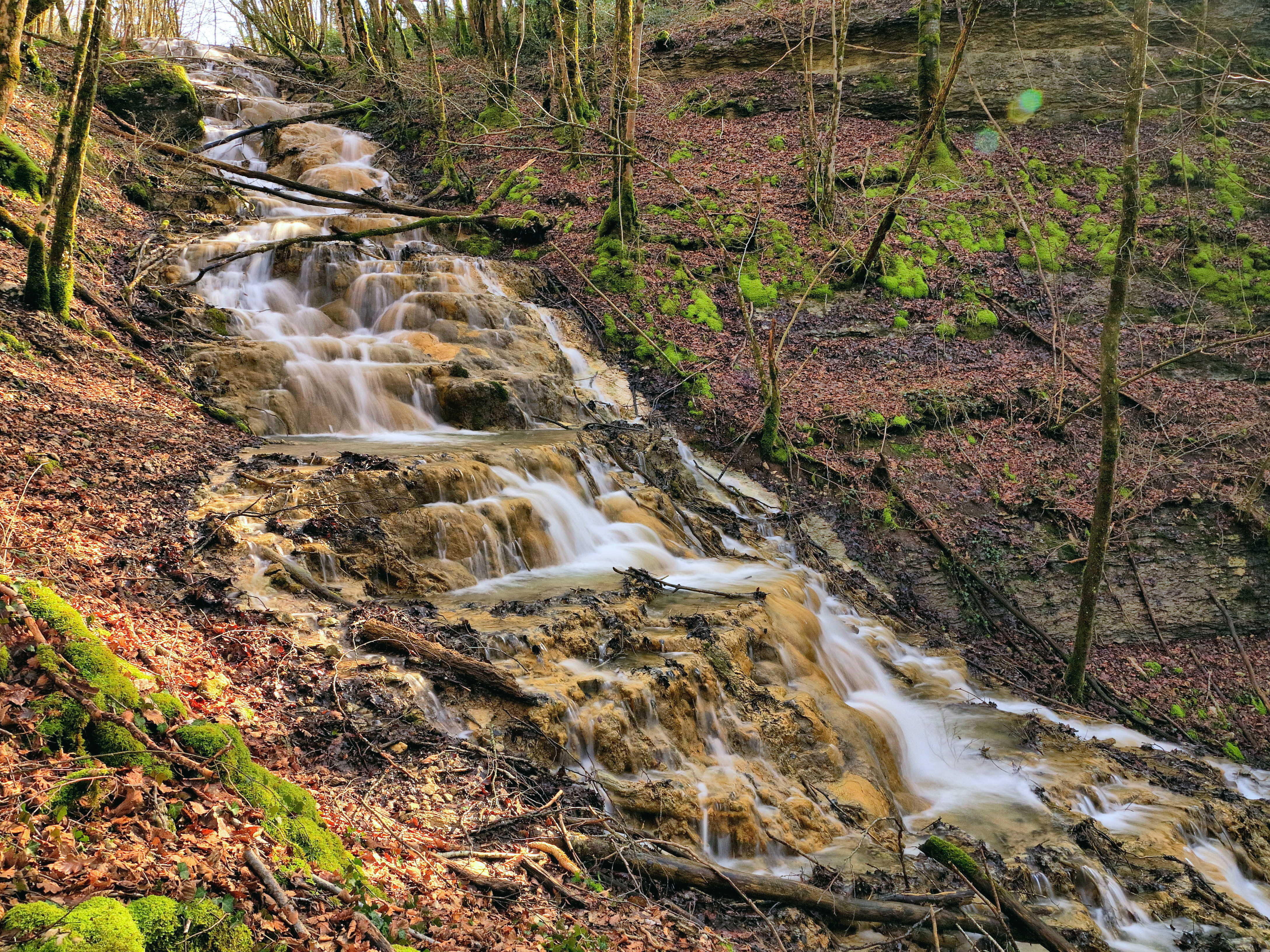
Cascade sur le ruisseau de Comboyer.
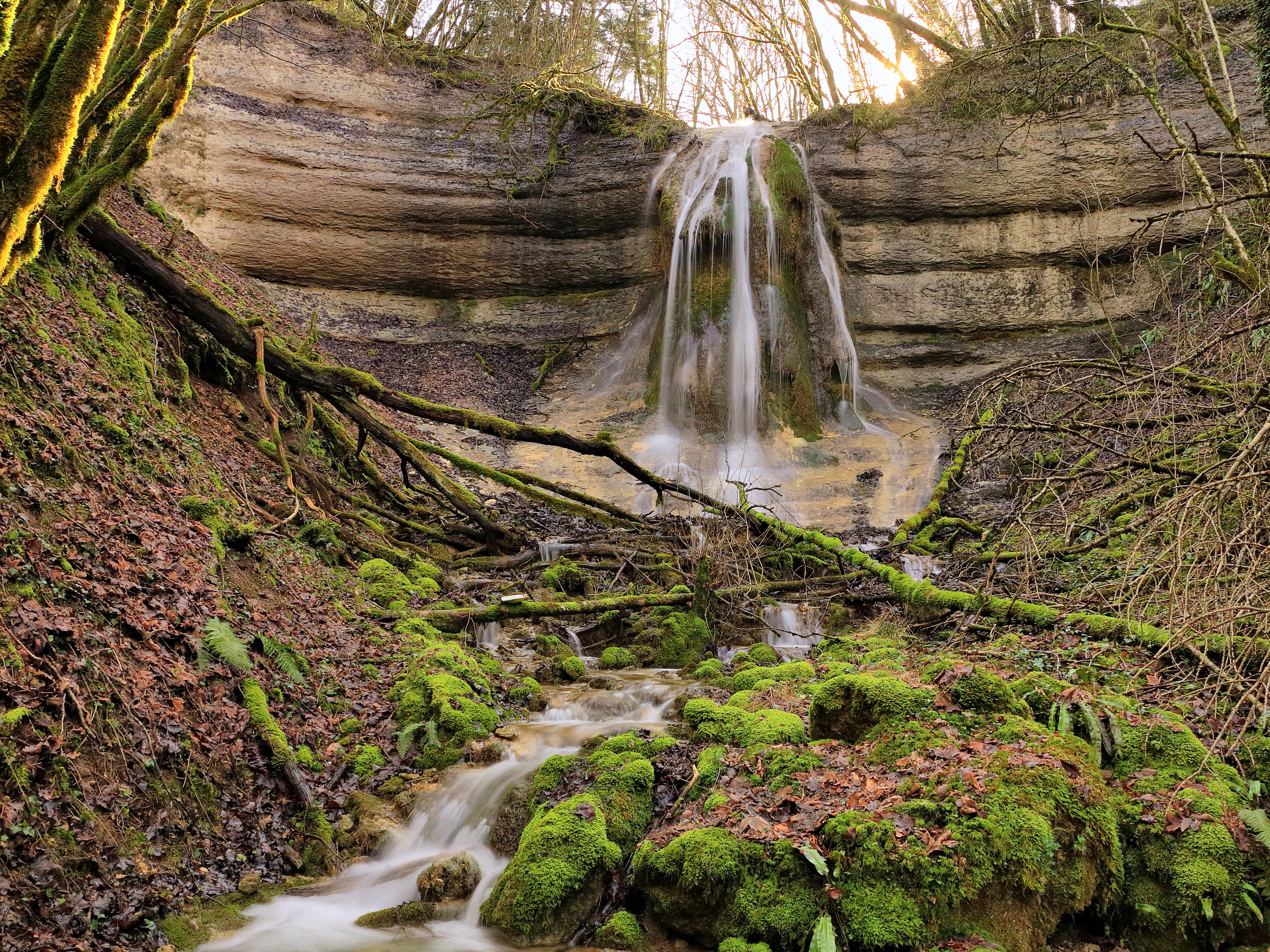
Cascade du ruisseau de Pomme Gaude.
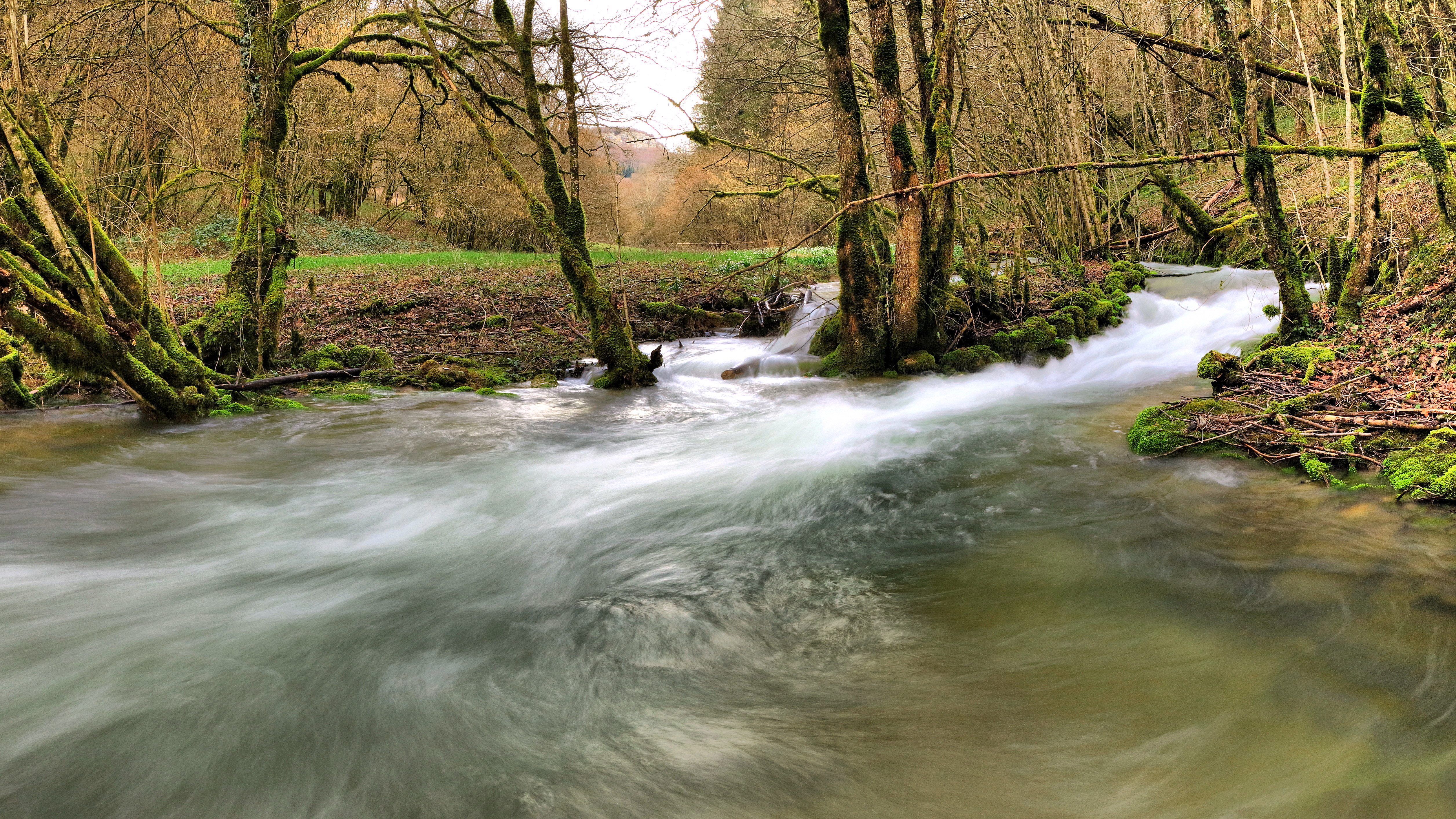
Marmite de géant sur le ruisseau de Norvaux.

## Affluents
Le ruisseau de Norvaux a un affluent référencé dans la base SANDRE:
- le ruisseau de la Mée.

et quelques autres plus petits : les sources de Fontaine de Fer, de la Côte et de Bacchus qui prennent naissance au pied des falaises.

Son rang de Strahler est donc de deux.

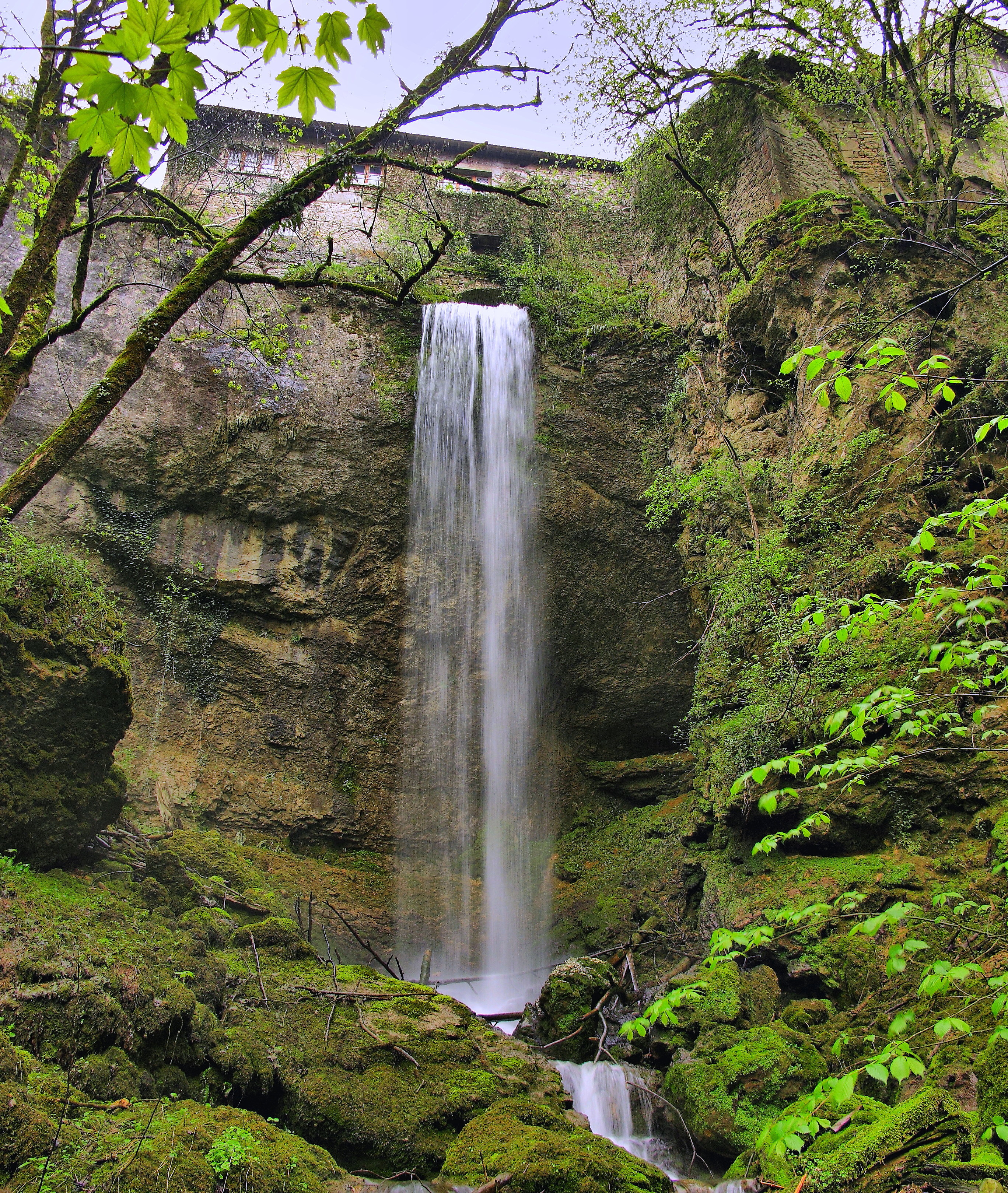
Cascade du ruisseau de la Mée au moulin de Fertans.
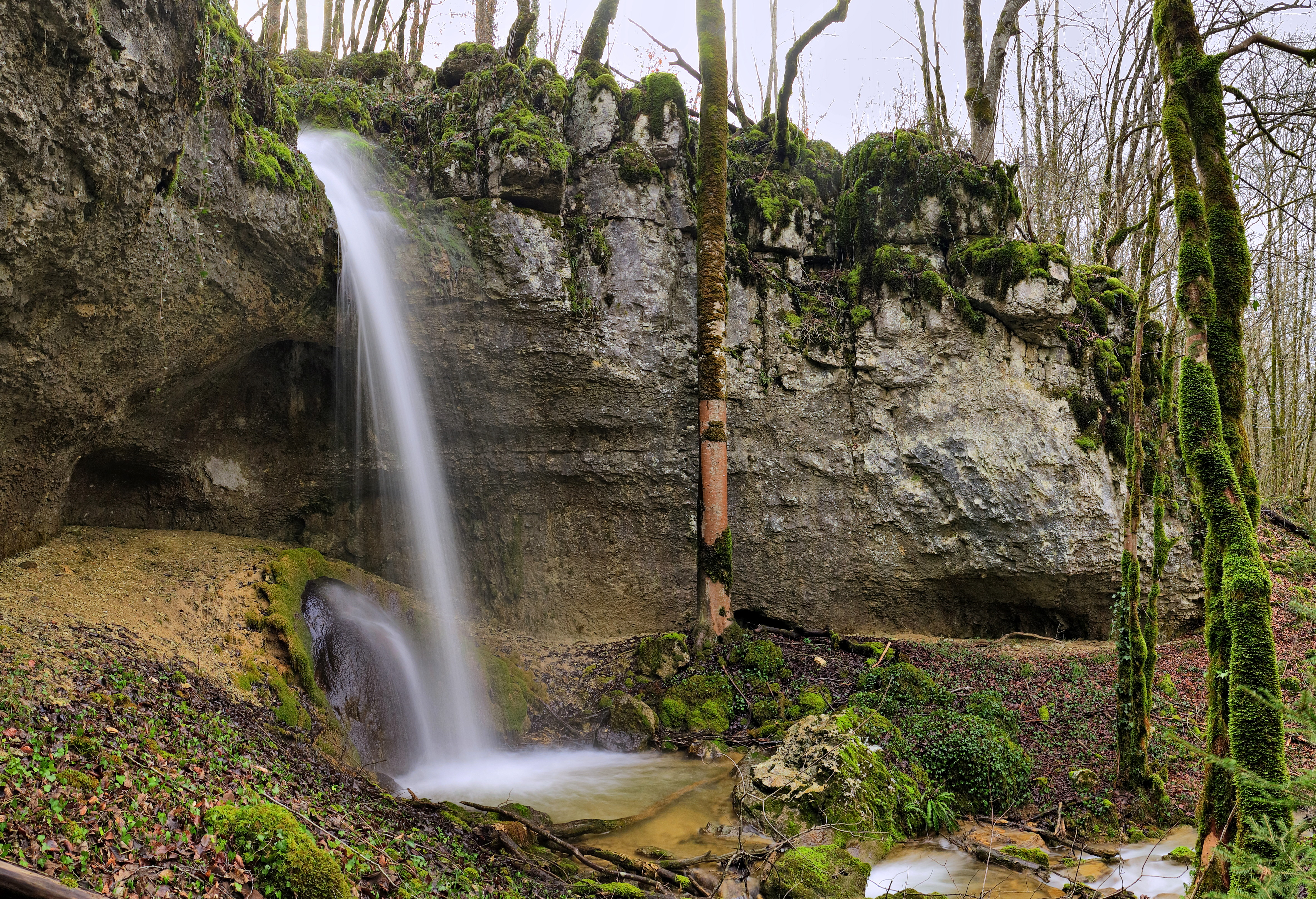
Cascade de Bacchus.

## Communes traversées
Le ruisseau de Norvaux traverse trois communes situées dans le département du Doubs : Amancey, Fertans, Cléron.

## Tourisme
La vallée de Norvaux est déclarée zone à protéger dans le cadre des ZNIEFF.